# Pryor
Pryor – jednostka osadnicza w Stanach Zjednoczonych, w stanie Montana, w hrabstwie Big Horn.